# Pandanus dorystigma
Pandanus dorystigma là một loài thực vật có hoa trong họ Dứa dại. Loài này được Martelli miêu tả khoa học đầu tiên năm 1904.